# O'G3NE
O'G3NE je nizozemska tričlanska glasbena skupina. Skupino sestavljajo sestre Lisa, Amy in Shelley Vol.

## Biografija
Lisa Vol se je rodila 21. junij 1994  medtem ko sta se dvojčici Amy in Shelley Vol rodili 18. oktober 1995.
Leta 2007 so zastopale Nizozemsko na tekmovanju za Mladinsko pesem Evrovizije 2007 s pesmijo »Adem in, adem uit«.  Na tekmovanju so zasedle 11. mesto od sedemnajstih.  Naslednje leto so izdali album z naslovom »300%« in kasneje leta 2011 izdali še en album z naslovom »Sweet 16«.
Dne 19. decembra 2014 so bile razglašene za zmagovalke pete sezone The Voice of Holland, s čimer so pridobili pogodbo z glasbeno založbo EMI. Postale pa so tudi prvi trio, ki je zmagal na tekmovanju v kateri koli mednarodni različici The Voice. 
Dne 29. oktobra 2016 je bilo objavljeno, da bodo zastopale Nizozemsko na Pesmi Evrovizije 2017. 2. marca 2017 je bilo razkrito, da njihova pesem nosi naslov »Lights and Shadows«.  Nastopile so v drugem polfinalu 11. maja 2017 in zasedle 4. mesto in se uvrstile v finale, kjer so zasedle 11. mesto s 150 točkami. 

## Diskografija

### Studijski albumi
- »300%« (2008)
- »Sweet 16« (2011)

- »We Got This« (2016)
- »Straight to You« (2019)

### EP
- »The Power of Christmas« (2008)
- »Home Isolation« (2020)
- »Home Isolation Part 2« (2020)
- »Home Isolation Part 3« (2020)

### Pesmi
- »Adem in, adem uit« (2007)
- »Zet 'M Op!« (2008)
- »Strand« (2008)
- »The Power of Christmas« (2008)
- »Op De Radio« (2012)
- »Al Mijn Vrienden« (2013)

- »Diep In De Nacht« (2013)
- »Magic« (2014)
- »Cold« (2015)
- »Wings to fly« (2015)
- »Take Money and Run« (2016)
- »Clown« (2016)
- »Loved You First« (2016)
- »Lights and Shadows« (2017)
- »But I Do« (2017)
- »Clouds Across The Sun« (2018)
- »Alles Is Nog Hier« (2018)
- »Starve« (2019)
- »First Clash Lovers« (2019)
- »Kinda Wanna« (2020)
- »Three Degrees Medley« (2020)
- »Homesick« (2020)
- »Earth, Wind & Fire Medley« (2020)
- »Thinking Out Loud« (2020)
- »Straight To You« (2020)
- »Handgeschreven Kus« (2020)
- »Dat Ben Jij« (2021)